# ギルバート (アリゾナ州)
ギルバート（英: Gilbert）は、アメリカ合衆国アリゾナ州のマリコパ郡にある大きな町。フェニックス都市圏の南東に位置している。人口26万7918人（2020年）の都市化した自治体だが、公式名称には「タウン」を冠する。

## 歴史
1902年、ウィリアム・ギルバートという人物がアリゾナ・イースタン鉄道に土地を提供し、フェニックスから引き込み線の建設を依頼したのが町の誕生のきっかけとなった。鉄道は農作物の輸送に便利だったため、入植者の増加に貢献した。また、メキシコのパンチョ・ビリャ革命軍の迫害を逃れてきたモルモン教徒も多数入植した。1920年に法人化し町になったが、ギルバートの町は農村の雰囲気を色濃く残していた。アルファルファの生産が盛んで、世界の干草産業の首都として知られた。
第二次世界大戦後、フェニックス都市圏の拡大はギルバートの町の産業構造を根本的に変えた。農地は住宅地に転換され、人口は爆発的に増加した。

## 地理
アメリカ合衆国国勢調査局によれば、市域全面積は43.2平方マイル (111.9 km2)、このうち陸地は43.0平方マイル (111.3 km2)、水面は0.2平方マイル (0.6 km2)で水域率は0.5％である。

## 人口動態
以下は2000年の国勢調査による人口統計データである。
基礎データ
- 人口: 109,697人
- 世帯数: 35,405世帯
- 家族数: 28,925家族
- 人口密度: 985.9人/km2（2,553.7人/mi2）
- 住居数: 37,007軒
- 住居密度: 332.6軒/km2（861.5/mi2）

人種別人口構成
- 白人: 85.73%
- アフリカン・アメリカン: 2.41%
- ネイティブ・アメリカン: 0.62%
- アジア人:3.59%
- 太平洋諸島系: 0.12%
- その他の人種: 4.77%
- 混血: 2.77%
- ヒスパニック・ラテン系: 11.87%

年齢別人口構成
- 18歳未満: 34.2%
- 18-24歳: 7.4%
- 25-44歳: 37.8%
- 45-64歳: 16.9%
- 65歳以上: 3.8%
- 年齢の中央値: 30歳
- 性比（女性100人あたり男性の人口）
  - 総人口: 98.8
  - 18歳以上: 96.1

世帯と家族（対世帯数）
- 18歳未満の子供がいる: 50.8%
- 結婚・同居している夫婦: 69.5%
- 未婚・離婚・死別女性が世帯主: 8.3%
- 非家族世帯: 18.3%
- 単身世帯: 12.7%
- 65歳以上の老人1人暮らし: 1.8%
- 平均構成人数
  - 世帯: 3.10人
  - 家族: 3.42人

### 収入
収入と家計
- 収入の中央値
  - 世帯: 79,976米ドル
  - 家族: 87,412米ドル
  - 性別
    - 男性: 60,962米ドル
    - 女性: 41,972米ドル
- 人口1人あたり収入: 30,068米ドル
- 貧困線以下
  - 対人口: 4.6%
  - 対家族数: 3.3%
  - 18歳未満: 5.2%
  - 65歳以上: 4.5%[3]

ギルバートには様々な宗教の会派があり、17.26%はカトリック、11.12%はプロテスタント、5.06%はモルモン教としている。モルモン教徒が多いことで知られ、そのことは末日聖徒イエス・キリスト教会が最近ギルバートに神殿を建てると発表したという事実にも現れている。また比較的犯罪率の低い町としても知られている。FBIの記録に拠れば、2005年に殺人事件が起こらなかった自治体としてアメリカ合衆国で最大の所である。

## 政治
ギルバートは圧倒的に共和党が強く、家族に優しいことを謳い文句にする政治的に保守的な社会である。アリゾナ州第5選挙区に属し、アメリカ合衆国下院には共和党のアンディ・ビッグスを送り出している。ギルバート町長はブリジット・ピーターソンである。2009年3月10日に市政委員会予備選挙があった。

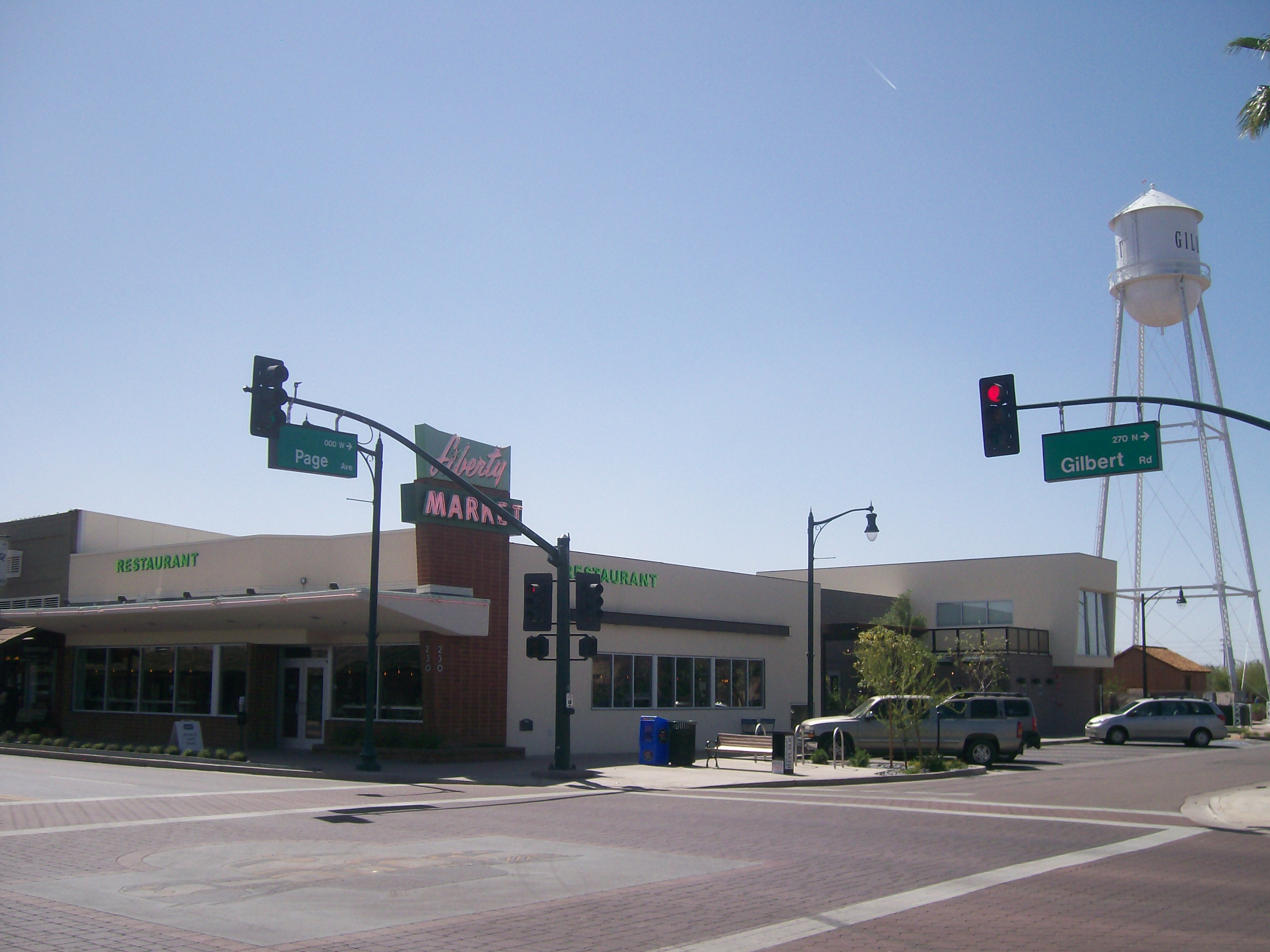
ギルバート中心街

## 教育
ギルバートの大半はギルバート統合学区に入っている。他にチャンドラー統合学区、メサ公共学区、クィーン・クリーク統合学区、およびヒグリー統合学区に入っている部分がある。

## 交通
ギルバートにはイースト・バレーを巡るアリゾナ州環状道202号線のうち、サンタン・フリーウェイ部分が通っている。他にもウィリアム・フィールド道路、チャンドラー・ブールバードおよびギルバート道路など幹線道路がある。メサ市東部にあるフェニックス・メサ・ゲイトウェイ空港に比較的近い。フェニックス・スカイハーバー国際空港まで車で25分の距離でもある。
最近ギルバート中心街にバス路線と将来の通勤列車のためにパークアンドライドの設備が建設された。この設備はユニオン・パシフィック鉄道（元サザン・パシフィック鉄道）の線に接続しており、通勤線用の設備もあるが、現在は運行されていない。しかし、バスがそこからフェニックス中心街に運行しており、将来ギルバートに来る通勤用電車は、既に施設の大半が建設されているので、多少の修正が必要になる。

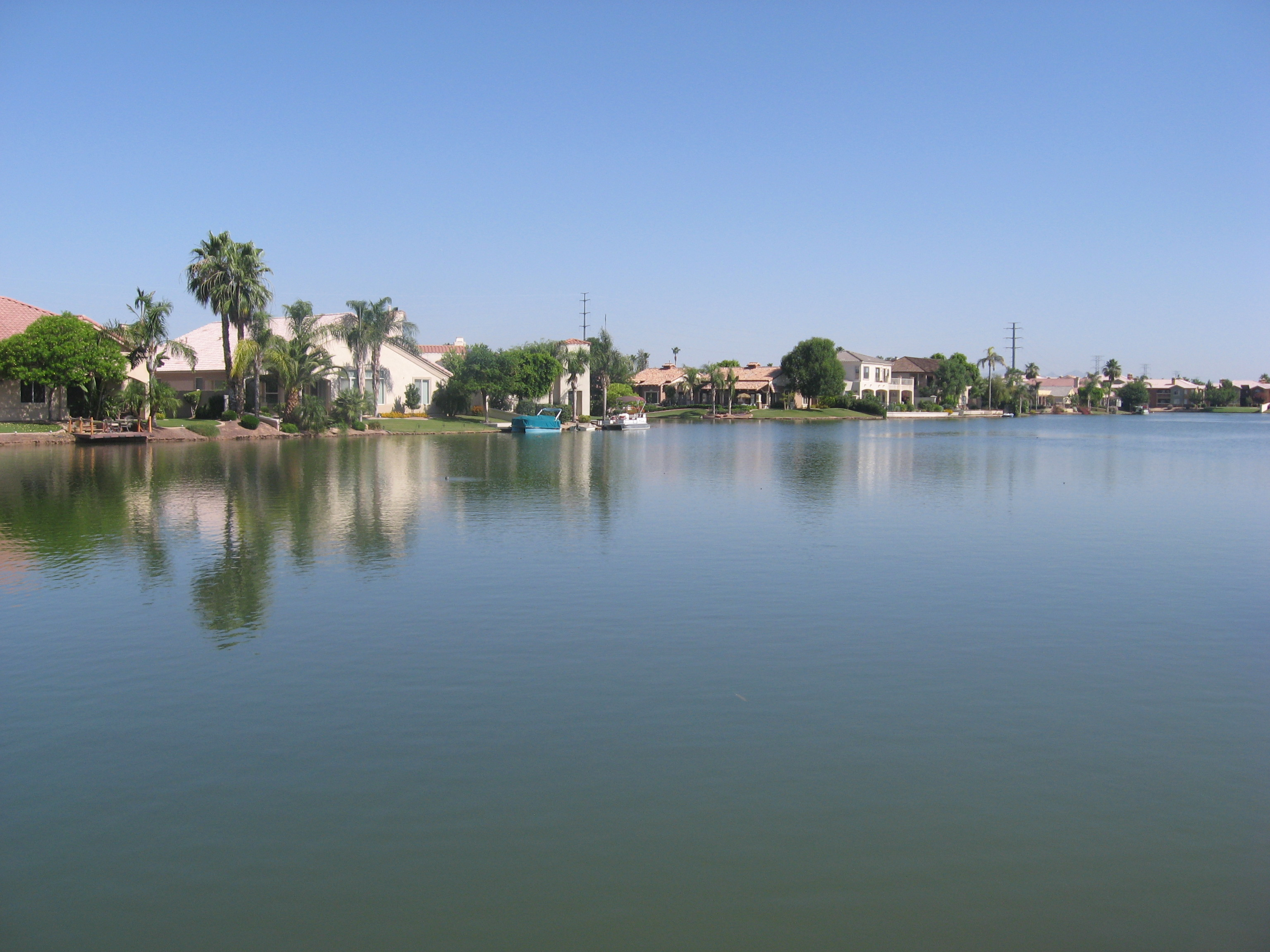
ヴァルヴィスタ湖のウォーターフロント

## 姉妹都市
ギルバートは2つの都市と姉妹都市提携を結んでいる。
- イギリス北アイルランド、ニュータウンアビー
- 中国、四川省、楽山市

## 著名な出身者と住人
- ジム・ベクテル、プロのポーカー選手、1993年世界チャンピオン、ギルバート在住
- ダナ・バーバ、1990年代のMLBスター選手、ギルバート在住
- シャド・チャドウィック、プロフェッショナル・ロデオ・カウボーイ協会登録チームローピング、1995年新人王、ギルバート高校卒[7]
- マーキス・クーパー、NFL選手、元タンパベイ・バッカニアーズ、ミネソタ・バイキングズ、ピッツバーグ・スティーラーズ、シアトル・シーホークス、ジャクソンビル・ジャガーズおよびオークランド・レイダースでラインバッカー、ハイランド高校でプレイし、2004年のNFLドラフトで3巡目（79位）にタンパベイ・バッカニアーズが指名した。2009年3月1日、フロリダ州クリアウォーター近くの海で、クーパーと他に3人が乗った船が転覆して行方不明になった。クーパーと他の2人は現在死亡したもの考えられている[8]
- ブルース・パーキンス、NFL選手、ランニングバック、1990年から2年間ギルバート在住
- ケン・デロ、歌手、ローレンス・ウェルク・ショーで知られる、ギルバート在住
- ライアン・フィッツパトリック、NFL選手、シンシナティ・ベンガルズのクォーターバック、ハイランド高校でプレイ、2005年11月27日にNFLデビュー[9]
- ジニアン・フォード、1980年のミスUSA、元テレビ女優、KTVK-TVとKPNX-TVでニュースアンカー
- アラン・ゴードン、メジャーリーグサッカーのロサンゼルス・ギャラクシーでストライカー、1981年10月16日ギルバート生まれ[10]
- シェイ・ヒレンブランド、MLBのオールスター選手、ロサンゼルス・ドジャース、家族と共にギルバートの牧場で馬やその他の動物を育てている
- ダリン・ジャクソン、MLBの外野手（1985年-1999年）、2001年からシカゴ・ホワイトソックスのテレビアナウンサー、現在ギルバート在住
- ナオミ・ラング、全米アイスダンスで5度チャンピオン、2002年オリンピックのフィギュアスケートアメリカ代表、冬季オリンピックで競技に参加した最初のインディアン女性（カルーク族）、現在ギルバート在住
- ザック・リンド、ジミー・イート・ワールドのドラマー、現在ギルバート在住
- カルロス・I・ノリエガ、NASAの宇宙飛行士、アメリカ海兵隊中佐で退役、現在ギルバート在住[11]
- フィル・ケモ・オルテガ、MLBの投手（1960年-1969年）、1939年10月7日ギルバート生まれ[12]
- ウェイン・ファリス、ホンキートンクマンとして知られるプロレスラー、現在ギルバート在住

### グループ
- リディア、バンド
- スケアリー・キッズ・スケアリング・キッズ、バンド
- サム・ネバー・スリープ、バンド